# Jenna Bans
Jenna Bans é uma escritora de argumentos norte-americana.
Originalmente, Bans era para ter trabalhado para a série "Fearless", mas acabou por trabalhar para "Desperate Housewives". Actualmente, trabalha na série "Private Practice".